# Héphaiszteion

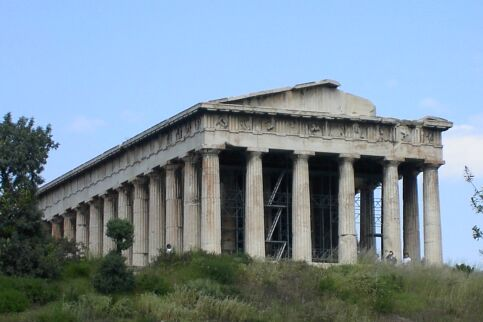
A Héphaiszteion

A Héphaiszteion Héphaisztosz dór stílusú temploma Athénban, az Agora nyugati szélén emelkedő dombon. Thészeionként is ismert a párkányzatán végigvonuló, Thészeusz hőstetteit ábrázoló, triglifes dór metópéi után. 
A templomot a perzsák által elpusztított régi helyett, i. e. 450 körül, egy évtizeddel a Parthenón előtt kezdték építeni. Erre utal, hogy egy része még abból a könnyebben faragható pároszi márványból készült, amelyet a perzsa háborúk előtti athéni építkezéseknél használtak. Építését egy ideig, a Parthenón építése miatt abbahagyták, s csak i.e. 425 körül fejezték be.
A talapzattól a párkányig kb. 10 m magas, 32 m hosszú és 13,7 m széles hatoszlopos homlokzatú peripterosz típusú épületet 34 közel 6 m magas, alul 1 m átmérőjű, 20 kannelúrás dór oszlop övezi. Az oszlopközök 1,60 m szélesek. A fríz metopéi - bár erősen megrongálódva - ma is eredeti helyükön láthatók. Nagyobb részük valószínűleg a Parthenón-metopék előtt készülhetett, műhelyben, mert még a szigorú stílus szerint ábrázolják Thészeusz és Héraklész hőstetteit. A templomcella első és hátsó homlokzata között húzódó fríz Thészeusz Athénért való küzdelmét ábrázolja, valamint a kentaurok és lapithák küzdelmét. A keleti bejárat fölött istenek csoportját ábrázoló dombormű látható. A templom cellája előtt a keleti bejáratnál kis előtér, pronaosz, a cella mögött pedig ajtó nélküli fallal elválasztott másik, nyugatra néző opiszthodomosz-szerű, de nyitott előtér van. A cellában a válaszfal előtt állt Héphaisztosz szobra, mellette Pallasz Athénéé. A szobrokat valószínűleg Pheidiasz tanítványa, Alkamenész faragta.
Fennmaradását annak köszönheti, hogy a 8. században keresztény templommá alakították át. Amikor Athént 1834-ben az új Görögország fővárosává nyilvánították, I. Ottó király érkezésekor Te Deumot tartottak benne.